# Mrzyk muzealny
Mrzyk muzealny (Anthrenus museorum) – kosmopolityczny gatunek chrząszcza z rodziny skórnikowatych. W Polsce jest szeroko rozprzestrzeniony.

## Charakterystyka
Jego ciało o długości sięgającej 3,2 mm jest brązowe, z białymi brzegami przedplecza i białymi pasami poprzecznie przecinającymi pokrywy.
Jest uważany za największego szkodnika wśród chrząszczy. Wyrządza duże szkody wśród zbiorów muzealnych, szczególnie wśród zbiorów entomologicznych. Larwy tego gatunku mogą również uszkadzać wypchane zwierzęta, jak też i księgozbiory. Chętnie przebywa w gospodarstwach domowych, wśród materiałów z wełny, futer lub materiałów włókienniczych.
Charakterystyczne dla aktywności tego chrząszcza jest pozostawianie po sobie bardzo drobnego, brązowego pyłu w miejscu jego bytowania.